# Alboransko more
Alboransko more (špa. Mar de Alborán) je najzapadniji dio Sredozemnog mora i nalazi se između Španjolske na sjeveru i Maroka odnosno Alžira na jugu. Gibraltarski tjesnac, koji se nalazi na zapadnom kraju Alboranskog mora, spaja Sredozemno more s Atlantskim oceanom. 
Prosječna mu dubina iznosi 445 m, dok najveća dubina iznosi 1.500 m.
Površinske struje Alboranskog mora teku na istok, donoseći vodu Atlantika u Sredozemno more, dok dubinska strujanja teku na zapad, noseći slaniju vodu Sredozemnog mora u Atlantik. Česta posljedica ovakvog strujanja vode je kružni tok vode u Alboranskom moru. Kao prijelazna zona između dva mora sadrži mješavinu vrsta specifičnih i za Sredozemlje i za Atlantik. Alboransko more stanište je najveće populacije dobrih dupina u zapadnom Sredozemnom moru, a ujedno je dom posljednje populacije obalne pliskavice u Sredozemlju, te predstavlja najznačajniji prostor u Europi na kojem se glavate želve hrane.
Alboransko more sadrži nekoliko malih otoka, uključujući Isla de Alborán. Većina njih, uključujući one bliže marokanskoj obali nadzire Španjolska. 

## Vanjske poveznice
Sestrinski projekti
|  | Zajednički poslužitelj ima još gradiva o temi Alboransko more |